# اوک‌پارک (میشیگان)
اوک‌پارک، میشیگان (به انگلیسی: Oak Park, Michigan) یک شهر در ایالات متحده آمریکا با جمعیت ۲۹٬۳۱۹ نفر است که در میشیگان واقع شده‌است.